# Frances Shand Kydd
Frances Ruth Shand Kydd (20 de janeiro de 1936 — 3 de junho de 2004) foi uma nobre britânica, melhor conhecida por ter sido a mãe de Diana, Princesa de Gales. Depois de dois casamentos e da morte de dois filhos, ela dedicou seus últimos anos de vida a trabalhos voluntários e à Igreja Católica.

## Nascimento e história familiar
The Honourable (A Honorável) Frances Ruth Burke-Roche nasceu em Park House, dentro da propriedade real de Sandringham House, em Norfolk, Inglaterra. Ela era a segunda filha de Edmund Burke-Roche, 4.º Barão Fermoy e de sua esposa, Ruth Sylvia Gill. Frances foi nomeada a partir de sua avó paterna, a herdeira norte-americana Frances Work.
Recebeu educação em West Heath, um internato em Sevenoaks, Kent.
Durante os anos 1930, o barão lord Fermoy tornou-se amigo do então Duque de York, futuro Jorge VI. A mãe de Frances, a baronesa Fermoy por sua vez, era próxima à Duquesa de York, depois Isabel a rainha-mãe, pois exerceu o cargo de dama de companhia dela, tornando-se assim sua amiga e confidente.

## Casamentos e filhos
Frances Burke-Roche conheceu Johnny Spencer, Visconde Althorp, o pai de Diana, quando esse visitou Sandringham. Ele era o único filho de Albert Spencer, 7.º Conde Spencer e, depois da Segunda Guerra Mundial, foi apontado palafreneiro do rei Jorge VI e, em fevereiro de 1952, de sua filha, a rainha Isabel II. Após seu baile de estreia na vida social, em abril de 1953, eles começaram um intenso caso de amor, apesar da diferença de idade: ele tinha vinte e nove anos; ela, apenas dezessete. 

### Primeiro casamento
No dia 1º de junho de 1954, aos dezoito anos, Frances casou-se com o Visconde Althorp, na Abadia de Westminster, um local privilegiado. Entre os convidados da cerimônia, estiveram a rainha Isabel II, seu marido, o Duque de Edimburgo, a rainha mãe, duas tias e três primos da rainha. Foi chamado de o casamento do ano pelo tabloide Daily Mirror, e os noivos compareceram posteriormente numa recepção no Palácio de St. James.
Os Althorp (pronuncia-se Altrup) tiveram cinco filhos:
1. Sarah McCorquodale (19 de março de 1955), que casou-se com Neil Edmund MacCorquodale, um primo distante de Raine MacCorquodale;
2. Cynthia Jane Spencer (11 de fevereiro de 1957), que casou-se com Robert Fellowes, depois barão Fellowes;
3. John Spencer, que morreu dez horas depois de nascer, em 12 de janeiro de 1960;
4. Diana Frances Spencer (1º de julho de 1961 - 31 de agosto de 1997), que casou-se com Carlos, Príncipe de Gales;
5. Charles Edward Maurice Spencer, depois 9.º Conde Spencer (20 de maio de 1964).

Os Spencer, assim como gerações de famílias nobres inglesas, desejavam um filho e um herdeiro. Entretanto, até 1957, o casal somente tinha produzido duas filhas, Sarah e Jane. Em janeiro de 1960, um filho, nomeado John, nasceu, mas morreu com apenas dez horas de vida. A morte do primogênito arruinou ainda mais o relacionamento entre John e Frances, que constantemente era mandada para especialistas de obstetrícia pela família, a qual achava que ela tinha um "problema".
Depois de um aborto espontâneo mantido em segredo, engravidou novamente. Toda a família Spencer estava comemorando, antecipadamente, o nascimento de um menino que não viria ao mundo, pois Diana foi o resultado dessa gravidez. Somente em 1964, perto do aniversário de dez anos de seu casamento, o filho Charles nasceu. Porém o nascimento do tão esperado herdeiro da família Spencer não aliviou as tensões em Park House; Frances, talvez achando que suas responsabilidades estavam acabadas, começou a se preocupar com sua felicidade. Jovem e financeiramente independente, ela conseguiu morar em Londres, pois não gostava muito, como seu marido gostava, da vida no interior.
Em 1966, durante um jantar, Frances conheceu Peter Shand Kydd, um vívido, aventureiro e boêmio herdeiro de um próspero negócio de papel de parede. Os Spencer e os Shand Kydd esquiavam frequentemente juntos nas férias, mas o relacionamento entre Peter e Frances tornou-se um caso amoroso e extraconjugal. Peter deixou sua esposa Janet para se encontrar secretamente com Frances durante suas visitas à capital. Em setembro de 1967, a viscondessa Althorp contou ao visconde sobre o relacionamento, e ele concordou com a separação. Um mês depois, Diana, seu irmão Charles e a babá foram para o apartamento de Frances, localizado em Cadogan Place. Sarah e Jane naquele momento estavam estudando num internato. Diana foi educada numa escola local e Charles, num jardim de infância. Johnny Spencer os visitava durante os fins de semana. No Natal de 1967, a família toda foi reunida em Park House, mas depois disso Spencer recusou deixar seus filhos retornaram à capital com sua mãe. Frances então não discutiu e saiu.
No dia 10 de abril de 1968, Janet Shand Kydd exigiu o divórcio do marido, acusando-o de adultério e de ter um caso com Frances Spencer. Em setembro daquele mesmo ano, Frances apelou pela custódia dos filhos. Com o depoimento de sua mãe, Lady Fermoy, contra a própria filha, ela perdeu. Lady Fermoy achava que as crianças ficariam melhor em Norfolk; por outro lado, havia valorizado demais a conexão com os Spencer, ficando horrorizada com o fato de Frances ter fugido com um empresário.
Em 12 de dezembro, a viscondessa Althorp apelou pelo divórcio, mas o visconde, mencionando a já provada infidelidade de sua esposa, ganhou o caso e a guarda dos quatro filhos. O divórcio foi feito absoluto em abril de 1969. Em termos práticos, os acordos de custódia não proibiam Frances de visitar seus filhos, para os quais ligava todos os dias. Sarah e Jane, por serem mais velhas, estavam livres para escolherem onde desejavam ficar; Jane queria ficar com a mãe em Londres, mas Sarah preferia Park House. Em alguns fins de semana, Diana e Charles alternavam entre Londres e Norfolk e, nos feriados, eram divididos igualmente entre os dois pais.
A mídia inglesa faz comparações entre a vida de Frances e a de Diana. Ambas eram mulheres jovens sem experiência que se casaram cedo com homens muito mais velhos de posições sociais altas. O casamento do visconde e da viscondessa Althorp, assim como o do príncipe e da princesa de Gales, foi infeliz.

### Segundo casamento
Em 2 de maio de 1969, Frances e Peter Shand Kydd se casaram. Primeiramente, eles passaram a viver entre Buckinghamshire e Londres; mas compraram uma casa em Itchenor, na costa de West Sussex. Depois, eles compraram uma fazenda de 1 000 acres na remota ilha de Seil, perto de Oban, no oeste da Escócia. Na ilha de Seil, ela era conhecida por duas grandes paixões: dar longas corridas e pescar.
Apesar de ser contra sua vontade, Frances Shand Kydd foi forçada a aparecer em público com o casamento de sua filha com o herdeiro da Coroa Britânica, o príncipe Carlos, em 1981.
Os Shand Kydd se separaram em junho de 1988 e se divorciaram em 1990, depois que Peter resolveu viver com uma mulher muito mais jovem. Frances alega que a pressão da mídia também contribuiu para o fim do casamento e decaiu gradualmente.

## Controvérsias
Em novembro de 2002, Frances sofreu um acidente de carro perto de sua casa em Argyll, quando perdeu o controle da direção e bateu no parapeito de uma ponte, mas não sofreu nenhum ferimento. Em 1986, ela foi proibida de dirigir por um ano porque foi achada uma quantidade de álcool em seu sangue mais alta do que o limite legal. Apesar de negar, Frances Shand Kydd tinha realmente problemas com álcool.
Em maio de 1997, Shand Kydd contou à revista Hello! que sua filha estava feliz por perder o estilo de "Sua Alteza Real". Nos últimos meses de vida de Diana, sua relação com a filha piorou, não apenas por causa da entrevista com a revista, mas também porque Frances era contrária ao namoro entre ela e o muçulmano Dodi al-Fayed. O ex-mordomo de Diana, Paul Burrell, disse ter escutado certa vez pelo telefone as brigas e discussões entre a princesa e sua mãe, a respeito dos namoros de Diana. É dito que as cartas de desculpa e reconciliação mandadas à princesa por Frances foram devolvidas fechadas.
Em 2002, Frances testemunhou contra Paul Burrell, que havia supostamente roubado mais de trezentos objetos pessoais de Diana, do príncipe Charles e do príncipe Guilherme. Paul Burrell foi inocentado, graças à alegação da rainha Isabel II de que "Paul guardara os objetos para entregá-los mais tarde aos príncipes Guilherme e Henrique".

## Morte da filha
Depois da morte da filha, Frances ganhou simpatia do povo se juntando com os britânicos fora do Palácio de Kensington. Ela visitou a família de Henri Paul, o homem que estava dirigindo a Mercedes, na qual Diana e Dodi al-Fayed estavam, que bateu fortemente dentro de um túnel em Paris, matando os três, exceto o guarda-costas Trevor Rees-Jones, que ficou em coma por meses.

## Saúde e morte
Frances morreu em 3 de junho de 2004, aos sessenta e oito anos, depois de uma longa luta contra um câncer cerebral e contra a síndrome de Parkinson. Segundo um porta-voz de seu filho, o 9.º Conde Spencer, foi uma morte tranquila. Um representante do Fundo Memorial de Diana, Princesa de Gales disse que sentiriam falta de sua contribuição à caridade.
Frances deixou um patrimônio estimado em 4,2 milhões de euros: 2,8 milhões em ações e três casas, bem como outros bens. Seus herdeiros foram seu filhos e os príncipes Guilherme e Henrique. Um fundo ficou encarregado de executar o testamento. Frances Shand Kydd revelou ter estilo de vida modesto: possuía um automóvel Audi de 18 000 mil euros e bens domésticos avaliados em 13 500 mil euros. Uma de suas casas demorou para ser vendida, pois ninguém queria comprar a casa da pessoa que "maltratou" a princesa.
Em seu funeral, ocorrido numa igreja católica em Oban, na Escócia, compareceram seus filhos e netos (o príncipe Guilherme leu um trecho da Bíblia). O príncipe Carlos, proibido de comparecer no funeral pela ex-sogra, estava representando a família real no funeral do ex-presidente norte-americano Ronald Reagan.

## Títulos
- 1936–1954 A honorável Frances Burke Roche (título recebido por ser filha legítima de um barão e de uma Baronesa)
- 1954–1969 A Muito Honorável Viscondessa Althorp (título usado durante seu casamento com o visconde Althorp)
- 1969 Frances, Viscondessa Althorp (título usado durante sua separação e antes de seu divórcio do visconde Althorp)
- 1969–2004 A Honorável Frances Shand Kydd (título recebido por ser filha legítima de um barão e de uma baronesa)